# پلزنت گروو (یوتا)
پلزنت گروو (به انگلیسی: Pleasant Grove) شهری در ایالت یوتا کشور ایالات متحده آمریکا است که جمعیت آن در سرشماری سال ۲۰۱۰ میلادی، ۳۳٬۵۰۹ نفر بوده‌است.

## نگارخانه

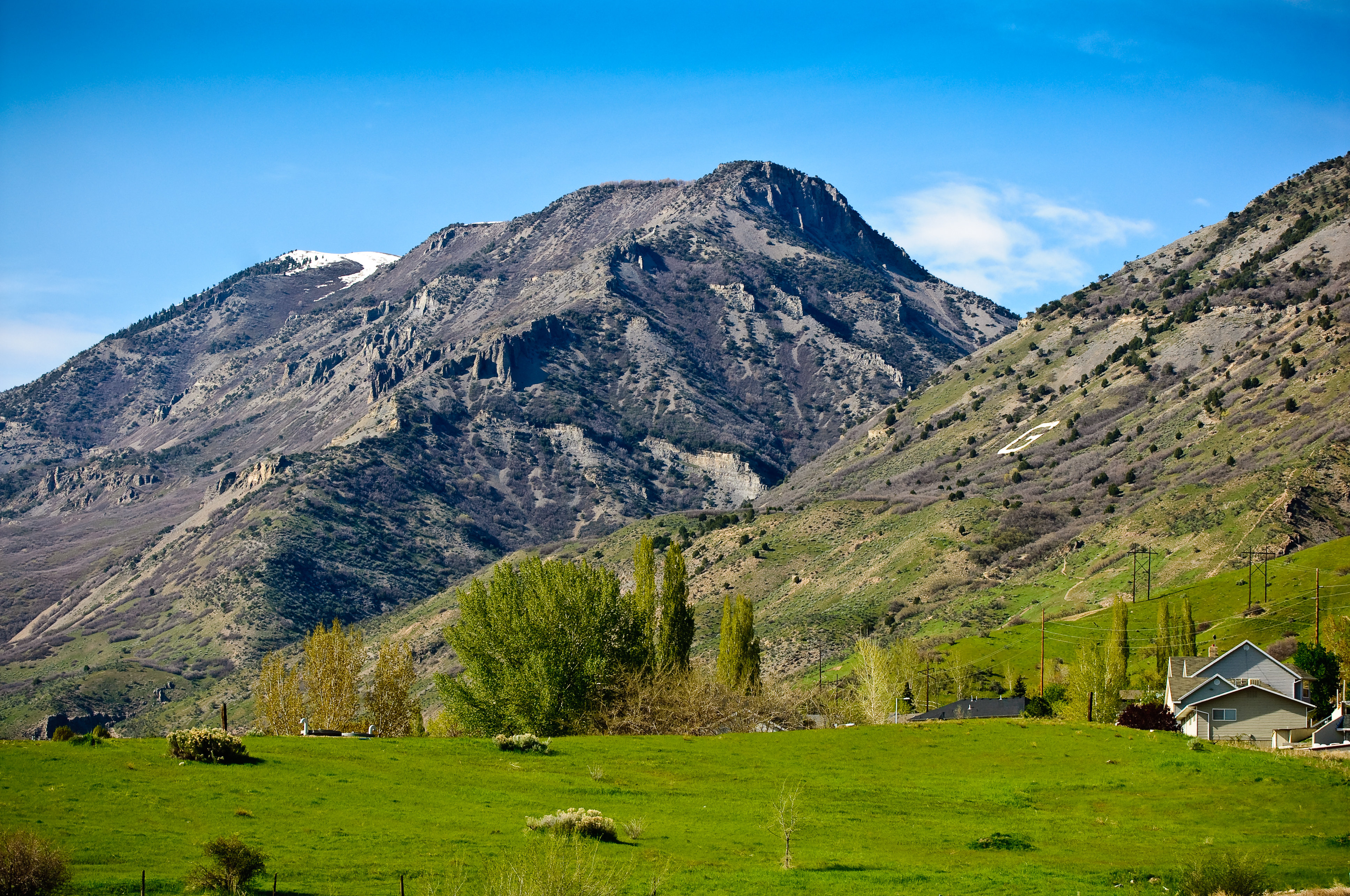
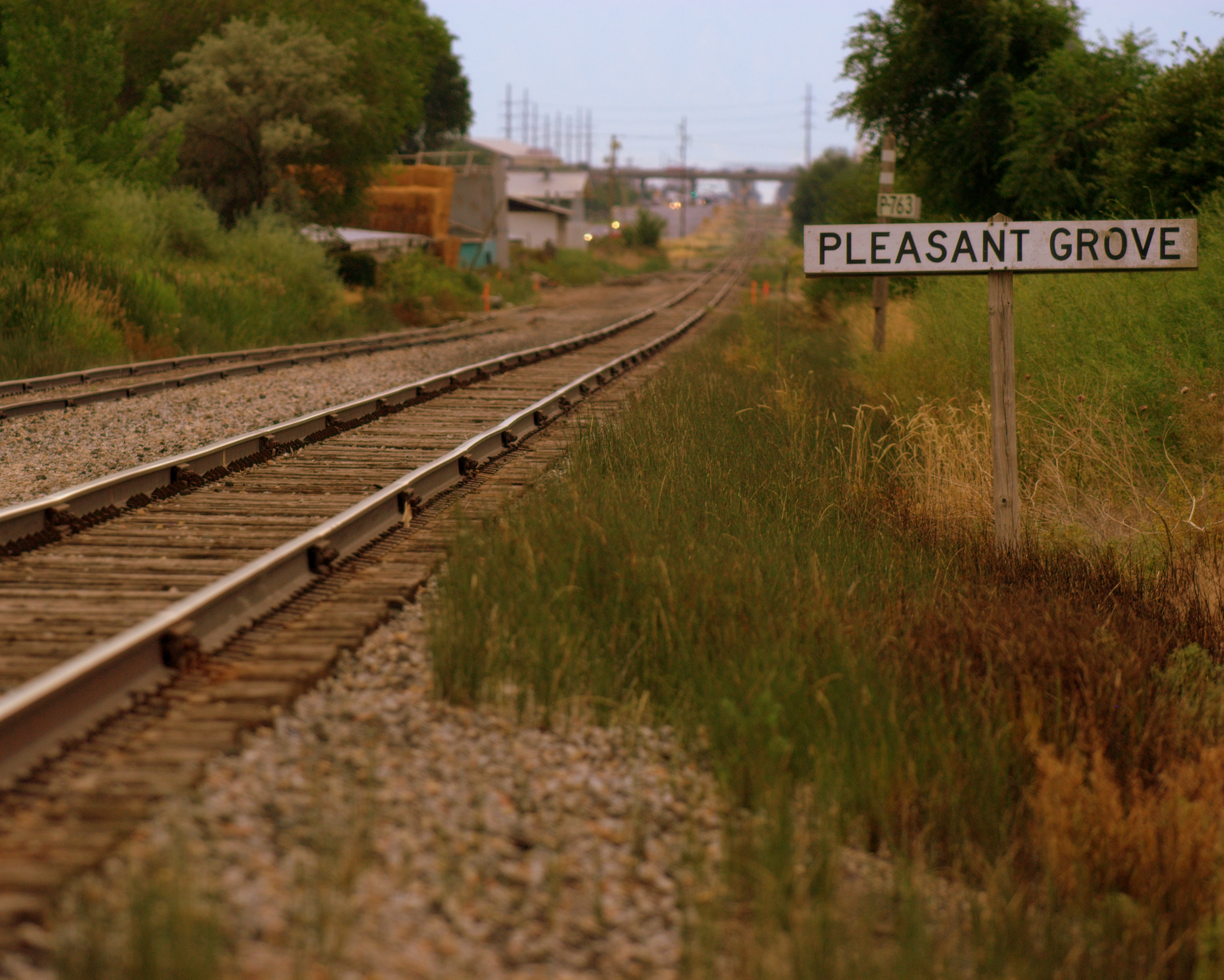
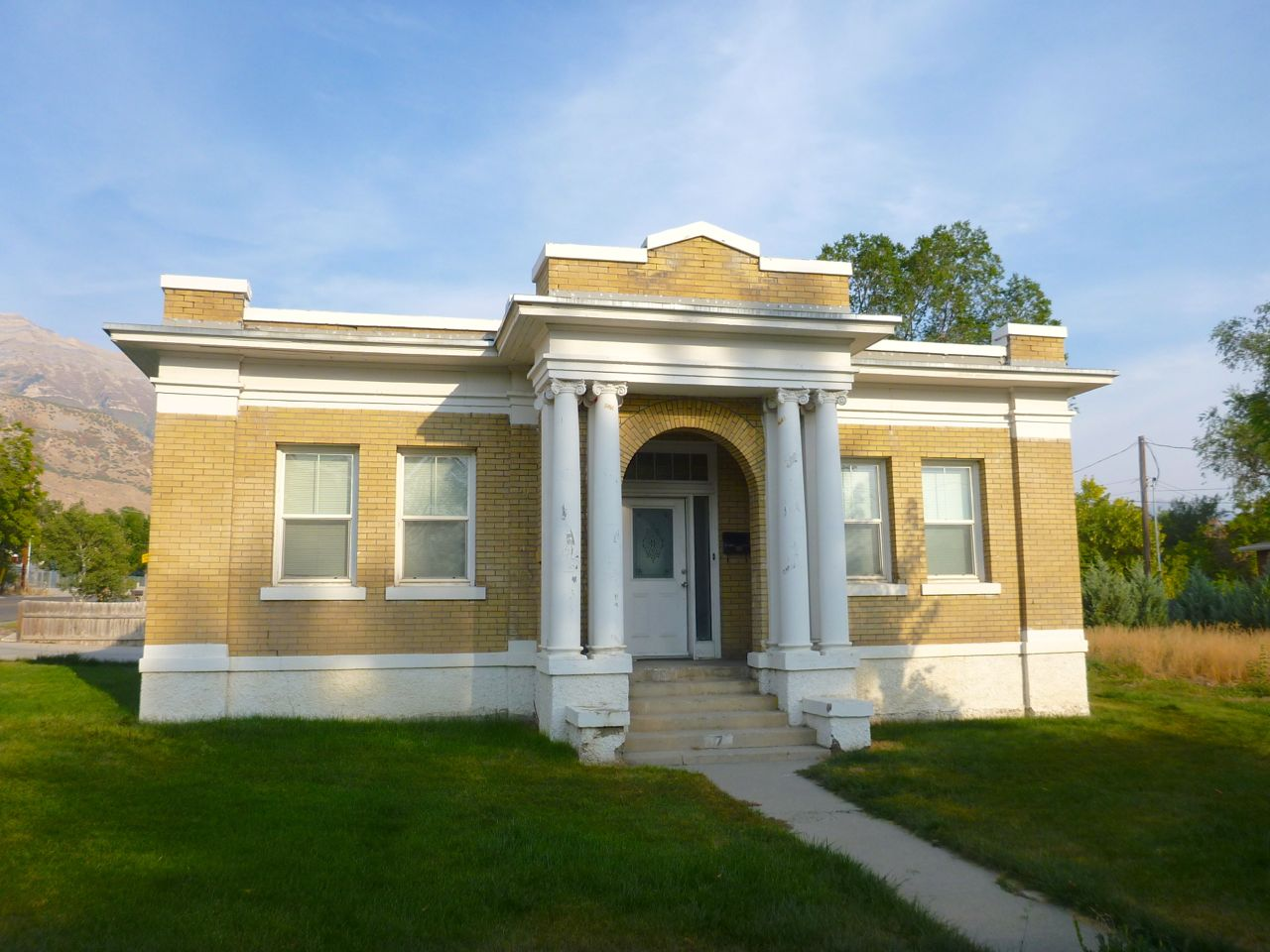
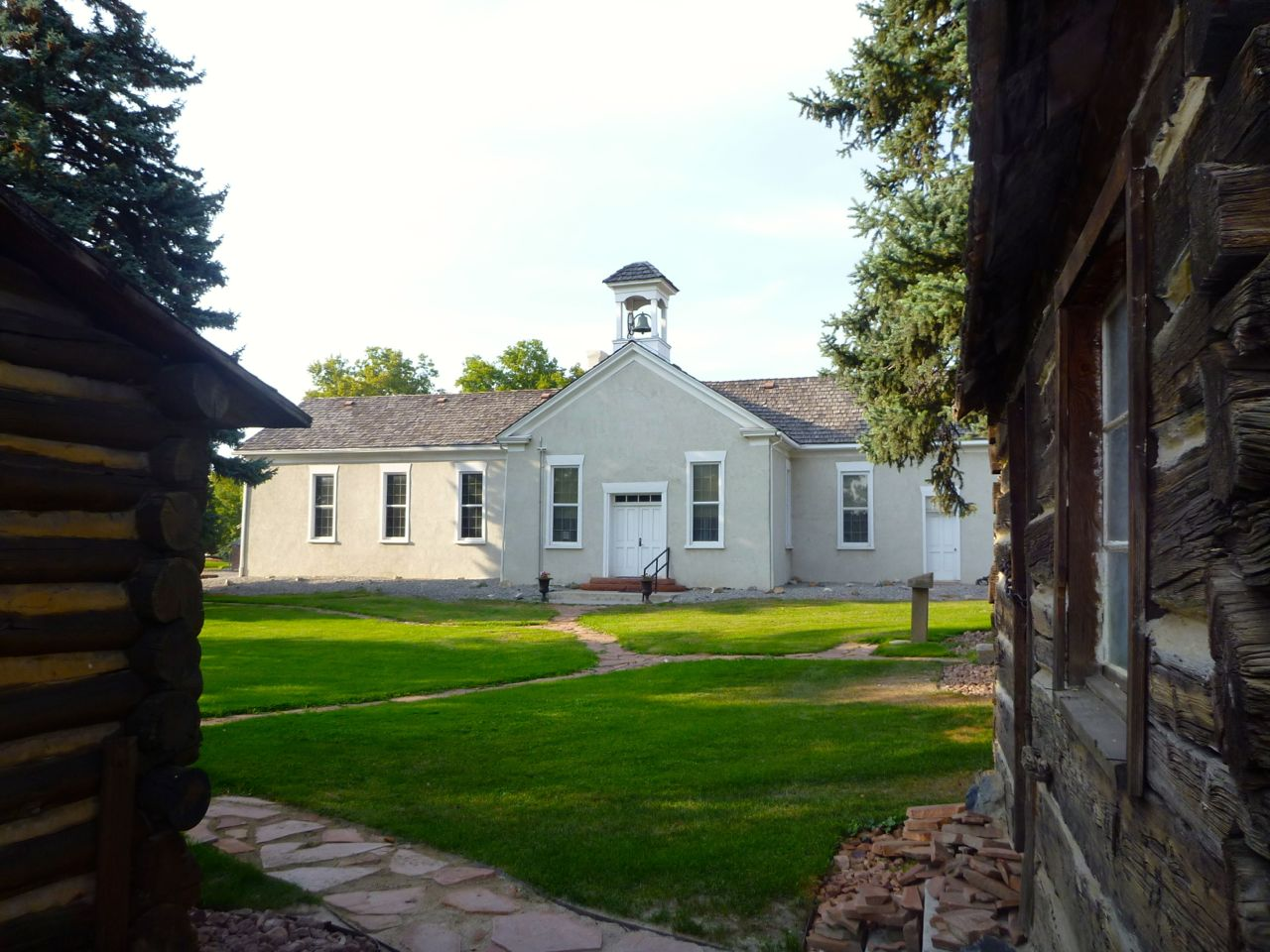